# Tatort: Racheengel
Racheengel ist ein Fernsehfilm aus der Kriminalreihe Tatort der ARD, des ORF und SRF. Der Film wurde vom MDR unter der Regie von Hannu Salonen produziert und am 28. Mai 2007 erstmals ausgestrahlt. Es handelt sich um die Tatort-Folge 667. Für den Kriminalhauptkommissar Bruno Ehrlicher und seinen Kollegen Kain ist es der dreiundzwanzigste und zugleich vorletzte Fall, den sie in Leipzig ermitteln.

## Handlung
Der Streifenpolizist Matthias Erler trifft sich mit der Literaturagentin Ulrike Oppermann, mit der er seit zwei Monaten liiert ist, in einem Stundenhotel. Als Erler aufwacht, findet er die Frau erwürgt im Bett neben sich. In seiner Not ruft er seine Kollegin Anna Stein an, die daraufhin die Kriminalpolizei verständigt. Ehrlicher und Kain finden nur Spuren, die gegen Erler sprechen. Lediglich seine Kollegin Stein ist davon überzeugt, dass er unschuldig ist. Sie bittet Ehrlicher, ihm bei den Ermittlungen helfen zu dürfen, aber er lehnt ab.
Ehrlicher erkundigt sich im Buchverlag über Oppermann. Dort erfährt er, dass sie dessen Erfolgsautorin war, die unter dem Pseudonym „Mimi Blaise“ Kriminalromane schrieb. Sie habe bereits mehrere Morddrohungen erhalten, vermehrt in letzter Zeit, seitdem bekannt geworden sei, dass sie ihren Serienhelden Sariel, einen Engel, sterben lassen wollte. Das Manuskript zu diesem Buch hatte sie bereits fertiggestellt, doch nun ist es verschwunden; da es mit Schreibmaschine getippt wurde, ist es das einzige existierende Exemplar. Nach Aussage der Verlagschefin Carola Nagel wäre es für sie sehr wertvoll, und sie würde bis zu einer Million dafür zahlen. Da Matthias Erler einen recht aufwendigen Lebensstil pflegte, hält Kain daher für denkbar, dass er einen Mord begangen habe, um an Kapital zu gelangen.
Als Nächstes befragen die Ermittler den Journalisten Lutz Döhring, der gerade dabei ist, eine Biografie über „Mimi Blaise“ zu erstellen. Von ihm erfahren sie, dass es zwischen Oppermann und dem Verlag Querelen gebe. Obwohl noch kein genehmigtes Werbekonzept besteht, hat Carola Nagel bereits eine groß angelegte Werbekampagne für die Buch-Reihe gestartet.
Kriminaltechniker Walter konnte inzwischen den Laptop des Opfers durchsuchen und ist dabei auf einen regen E-Mail-Verkehr mit einer Mechthild Bläser gestoßen, aus dem hervorgeht, dass diese die echte „Mimi Blaise“ ist. In der Hoffnung, die Frau zur Buchmesse, die zurzeit in Leipzig stattfindet, zu treffen, fragen sie in allen Hotels der Stadt nach und können so Mechthild Bläser ausfindig machen. Sie ist erschrocken, als sie vom Tod ihrer Agentin und vom Verschwinden des Manuskripts erfährt. Da sie selber nicht in der Öffentlichkeit als „Mimi Blaise“ erscheinen möchte, schlüpft kurzerhand Anna Stein in diese Rolle und überrascht damit Ehrlicher. Die Verlagsleiterin Nagel ist nur vordergründig darüber erfreut, die Autorin am Leben zu sehen, denn nach ihrem Tod würden die Rechte der Buchreihe an den Verlag übergehen. Ehrlicher nimmt nun das Angebot Anna Steins an, als vermeintliche „Mimi Blaise“ den Täter aus der Reserve zu locken.
Nachdem sich Anna Stein als „Mimi Blaise“ in der Öffentlichkeit zu erkennen gegeben und auf einer Pressekonferenz des Verlags das ultimative Ende ihres Serienhelden verkündet hat, entgeht sie unmittelbar danach nur mit Glück einem Bombenattentat. Noch am gleich Tag meldet sich ein Unbekannter und bietet das verschwundene Manuskript „Mimi Blaise“ zum Kauf an. Nach der Übergabe kann Kain den Mann stellen. Es handelt sich um Robert Lützgen, der im Auftrag von Carola Nagel den Vertrieb der Werbeartikel organisiert. Er gibt an, das Manuskript selbst nur jemandem abgekauft haben. Die Kommissare glauben ihm und verdächtigen zunächst Mechthild Bläser, da ihr Vertrag mit Ulrike Oppermann nur mündlich bestand, was zu Problemen hätte führen können, wenn sie sich eines Tages mit ihrer Agentin nicht mehr einig gewesen wäre. Sie erzählt ihnen, dass sie die Idee zu ihrem Serienhelden eigentlich aus einem Manuskript habe, das sie vor zehn Jahren als Lektorin in die Hände bekommen habe. Das Manuskript, das von einem Lutz Döhring stammte, habe sie mit nach Hause genommen und verschwinden lassen. Döhrings Text sei sprachlich miserabel gewesen, doch habe sie seine Idee aufgegriffen, einen Engel Kriminalfälle aufklären zu lassen, die Buchserie um den Engel Sariel sei ein großer Erfolg geworden. 
Ehrlicher und Kain fahren zu Döhring, um ihn zu verhaften. Er gibt an, all die Jahre nach „Mimi Blaise“ gesucht zu haben, um sich endlich für den geistigen Diebstahl, dessen Opfer er geworden sei, rächen zu können. Nachdem er hat feststellen müssen, dass er die falsche umgebracht hat, meint er nun in Anna Stein die richtige gefunden zu haben. Entsetzt nehmen die Beamten zur Kenntnis, dass Döhring Anna entführt hat und sie nach Art und Weise des Buchhelden mit einer Bombe töten will. Als er nun erfährt, dass er schon wieder die falsche „Mimi Blaise“ erwischt hat, verrät er den Kommissaren den Aufenthaltsort, und Anna kann gerettet werden.

## Hintergrund
Racheengel wurde von der Saxonia Media Filmproduktion GmbH unter dem Arbeitstitel  Copyright produziert und in Leipzig gedreht.

## Rezeption

### Einschaltquoten
Die Free-TV-Premiere erfolgte am 28. Mai 2007. Insgesamt sahen den Film 6,22 Millionen Zuschauer. In der werberelevanten Zielgruppe lag der Marktanteil bei 13,1 Prozent.

### Kritik
Für die welt.de kritisiert Franz Solms-Laubach und kommt zu dem Urteil: „Der Film birgt viel Frustpotential. Die Brüche der Geschichte sind einfach viel zu groß. Selbst die Kommissare wirken verwirrt bei den ständigen Schlenkern der Geschichte. Ganz am Ende von ‚Racheengel‘, wenn alles gut gegangen, der Schuldige gefasst und das Liebespaar glücklich ist, fragt Kain seinen Kollegen Ehrlicher: ‚Und was machen wir jetzt?‘ Darauf sein Kollege: ‚Wir essen Erbsensuppe bei Frederike‘. Dem ist nichts hinzuzufügen.“ Das Resümee: „Ehrlich gesagt reißt der Tatort seine Zuschauer nicht gerade vom Hocker.“
Die Kritiker der Fernsehzeitschrift TV Spielfilm bewerten den Film nur mittelmäßig und meinen der Krimi „fängt gut an, stolpert aber trotz netter Ideen in ein unglaubhaftes Szenario mit überzogenem Finale.“ Fazit: „Bücherkrimi – leider ohne gutes Buch!“.